# Topònims d'Abella de la Conca
Llista de topònims del terme municipal d'Abella de la Conca, del Pallars Jussà.

## Edificis d'Abella de la Conca

### Bordes
Abella de la Conca
| - Borda del Castelló - Borda del Cuquerlo | - Borda de Jarret - Borda Marinxina | - Borda del Miquelet - Borda del Paulí | - Borda del Roi - Borda del Zidro |

Carreu
- Capdecarreu

### Cabanes
Abella de la Conca
| - Cabana del Capvila - Cabana del Carreu | - Cabana de Llenasca - Cabana del Moliner | - Cabana del Paraire - Cabana del Rito | - Cabana del Zidro |

### Castells
Abella de la Conca
| - Castell d'Abella de la Conca | - Castell de Sant Agustí |  |  |

Bóixols
- Castell de Bóixols

Faidella
- Castell de Faidella

La Rua
- Castell de la Rua

### Corrals
Abella de la Conca
| - Corral del Castelló | - Corral d'en Marc |  |  |

### Esglésies

#### Romàniques
Abella de la Conca
| - Sant Esteve d'Abella de la Conca | - Sant Miquel d'Abella de la Conca | - Santa Cauberola d'Abella de la Conca | - Santa Maria de Mas Palou |

Bóixols
- Sant Vicenç de Bóixols

Faidella
- La Santíssima Trinitat de Faidella

La Rua
- Sant Antoni de la Rua

#### D'altres èpoques
Abella de la Conca
- Santa Àgueda

Bóixols
- Mare de Déu de Carrànima

Carreu
| - Santa Cristina de Carreu | - Sant Pere de Carreu dels Prats |  |  |

### Granges
Abella de la Conca
| - Granja del Castelló | - Granja del Moixarda | - Granges de l'Olivelles |  |

### Masies (pel que fa a l'edifici)
Abella de la Conca
| - Casa Adolf - Ca l'Andreu - Cal Benetó - Cal Boixerol - El Bon Pastor - Cal Borrell - Casa Vella de Borrell - Cal Calafí - Cal Cap-roc - Can Carreu - Cal Castelló - Cal Codó - Casa del Coll d'Allí - Cal Crispí - Cal Cuquerlo | - Casa Fontanet - Cal Gassó - Cal Gavatx - Casa Grives - Casa Guerxo - Cal Gurdem Vell - Ca l'Isidre - Cal Joliu - Cal Jou - La Llenasca - Casa la Loli - La Mallola - Cal Manjo - Casa Manuel | - Cal Martí - Casa Meler - Cal Miquela - Cal Miquelet - Cal Moixarda - Casa Montsor - Casa Montsó - Ca l'Olivelles - Cal Palateres - Mas Palou - Cal Peu - Cal Pere de la Isidra - Cal Pere del Trena - Casa Sarró | - Els Serrats - Cal Serret de la Serra - Cal Serret de Núria - Cal Teixidor - Cal Toà - Casa Toà - Cal Tomàs - Lo Tronxet - Cal Trumfo - Casa de la Vall - Cal Vila - Casa Víctor - Casa Xinco - Cal Xinco Vell |

Bóixols
| - Ca l'Astor - Cal Badia - Cal Carreu - Cal Cerdà - Cal Gonella | - Cal Gravat - Cal Gravat del Cerdà - Cal Guitona - Cal Mascarell | - Cal Mateu - Cal Mestre - Cal Moià - Cal Pletes | - Cal Plomall - Cal Sol - Cal Tinyola - Cal Valldoriola |

Carreu
| - Claverol - Lo Cumó | - Casa Hortó | - La Molina de Carreu | - Casa de Pla del Tro |

Faidella
| - Ca l'Arte | - Lo Serrat |  |  |

La Rua
| - Cal Curt - El Ferraç | - Can Miquel de la Borda | - Lo Notari | - Lo Perot |

La Torre d'Eroles
| - Casa Bernardí - Cal Bigorra - Casa Birrillo - Casa Coix | - Cal Fagina - Casa Girvàs - Masia Gurdem - Casa Jaumillo | - Cal Joquer - Casa Junquer - Casa Manel - Cal Mateu | - Cal Palou - Cal Rafael - Cal Ramon - Cal Vidal |

### Molins

#### De gra
Abella de la Conca
| - Molí d'Abella | - Molí Vell d'Abella |  |  |

Bóixols
| - Molí de Bóixols | - Molí del Plomall |  |  |

#### D'oli
- Molí d'oli d'Abella

### Ponts
Bóixols
- Pont del Plomall

### Xalets
Abella de la Conca
- Xalet del Sobirana

## Geografia d'Abella de la Conca

### Boscs

#### Conservats
Abella de la Conca
| - Bosc d'Abella | - Bosc de les Colladetes. |  |  |

Carreu
- Bosc de Carreu

#### Perduts en l'incendi de l'agost del 1978
Abella de la Conca
| - Alzinera de Fontanet | - La Mata | - La Rebollera. |  |

Carreu
- Mata de Claverol

La Torre d'Eroles
| - Els Rebolls del Joquer | - Matacoix |  |  |

### Camps de conreu
Abella de la Conca
| - Tros del Boix - Lo Camp - Cap del Pla - Cabidella - Camps de Casa Fontanet - El Comellaret - Estimat de Fontanet | - Camps de Gurdem són uns camps que prenen el nom de la masia a la qual pertanyen, la Masia Gurdem. Són a ponent d'aquesta masia, al sud de la Cabana de Llenasca, a llevant de la Costa de Fontanet i al nord-est de les ruïnes de Casa Fontanet. Són damunt de la riba dreta del riu d'Abella. - Ço del Jou - Feixa el Mola - La Planta Gran - Tros Gros - Tros de la Mare de Déu - Estimat de Martí | - Planta del Mestre - Estimat de Miquela - Tros de l'Obaga - Les Passades (a Abella de la Conca) - Les Passades (a Carreu) - Camps de Pla del Tro - Tros Rodat | - Romanins - Lo Mas de Santa Maria - Feixes de Solom - Les Trilles - Lo Trull del Carreu - Les Vielles - Vilaró |

Bóixols
| - Camps de Cal Plomall - Camps de Cal Valldoriola és un indret en territori de Bóixols, al nord de l'antiga masia de Cal Valldoriola, a migdia de les Roques de les Canals del Grau. Són un conjunt de feixes estretes, separades per parets de pedra seca, que es troben entre els 1.250 metres d'altitud, les més properes a la casa, i els 1.375 metres les més enlairades, disposades en feixes damunt de marges de pedra seca, que formen graons en la muntanya. - Lo Campanar | - Lo Tros del Castell - Collell | - Les Hortes - Trossos del Molí del Plomall | - Redona - La Tolla |

La Rua
| - Camps de Can Miquel són uns camps de conreu al sud-oest de Can Miquel de la Borda, a tocar de la casa, a la dreta del Rialb i al nord de l'extrem oriental de l'Obac del Xut. - Lo Tros Gran | - El Planell | - Camps de la Rua | - Trossos de la Rua |

### Canals
Abella de la Conca
| - Canal del Gurdem | - Canal de Fontanet | - Canal del Ximo |  |

### Cavitats d'interès espeleològic, històric o paleontològic
Abella de la Conca
| - Esplugues de Cal Trumfo - Espluga del Congost - Espluga petita del Congost - Forat del Gurdem Vell | - Espluga de les Llenes - Espluga de Ninou - Espluga de l'Oliva - Pou d'Ordins | - Espluga del Perdiu - Espluga d'en Ponça - Espluga Redona |  |

Carreu
| - Espluga de la llau de la Creueta - Pou dels Grallons | - Espluga de Moreu | - Forat Negre | - Avenc del Plan-de-riba |

### Cingleres
Abella de la Conca
| - Roques de Calastre | - Centucall | - La Tàpia |  |

Carreu
- Cap de Plan-de-riba

La Rua
| - Rocablanca | - Roca de la Rua |  |  |

### Clots
Una orografia tan accidentada com la del terme d'Abella de la Conca propicia l'existència de nombrosos clots en el municipi:
Abella de la Conca
| - Los Clotassos - Los Clots - Clot de la Dona Morta | - Clot del Grau - Clotets de la Isidra - Clotets de l'Isidre | - Clotet de Montebà - Clot de les Moreres - Clot de Moreu | - Clot del Rei - Clot de la Serra - Clot de la Serradora |

Bóixols
| - Clot d'Espinauba - Clot d'Oriol | - Clot del Pi - Clot del Tinyola | - Clot del Vicent | - Clot de la Viuda |

Faidella
- Clot de Faidella

La Rua
- Sots de la Rua

### Colls, collades, graus i passos
Per les mateixes raons de l'apartat anterior, les serres interiors i limítrofs d'Abella de la Conca presenten nombrosos passos de muntanya:
Abella de la Conca
| - Collada de Cal Montsor - Passos de Coll Travà - La Collada - Estret de la Coma - Pas del Comellar | - Pas de Finestres (a la Sadella) - Pas de Finestres (a la Serra de Monteguida) - Pas de la Llebre - Pas del Llop | - Collada del Marinxina - Collada Pelosa - Coll de Pi Socarrat - Coll de la Torre | - Coll Travà - Collada del Trumfo - Coll de Vacamina - Pas la Vena |

Abella de la Conca i Carreu
| - Pas de Castellnou | - Pas de la Ce | - Collada de Gassó |  |

Bóixols
| - Coll de Bóixols | - Lo Collet | - Grau de Queralt |  |

Carreu
| - Coll de Llívia | - Collada del Rei |  |  |

Carreu i la Torre d'Eroles
| - Coll des Eres | - Coll Nadilla |  |  |

Faidella
- Coll de Faidella, o de Baió

La Rua
| - Coll d'Agell | - Coll d'Espina |  |  |

La Torre d'Eroles
| - Coll d'Allí | - Coll de Guinera | - Collada de la Serra del Pi | - Collada Sobirana |

### Comes, comelles i comellars
Abella de la Conca
| - Comellar Gran | - El Comellaret |  |  |

Carreu
- Coma del Pi

### Corrents d'aigua (barrancs, canals, llaus, rases, rius i torrents)
Abella de la Conca
| - Torrent de Bufal - Barranc de Caborriu - Barranc de Cal Palateres - Barranc de Cal Calafí - Llau del Castelló - Barranc del Coll des Eres | - Barranc de la Coma de Joan - Barranc de l'Esmolet - Barranc de Fonguera - Llau de la Font de la Parra - Barranc de Fontanet | - Llau de la Gargallosa - Barranc de Gassó - Llau del Gassó - Llau del Jou - Llau de les Llongues | - Barranc del Mas - Barranc del Mas de Mitjà - Barranc de Monteguida - Barranc de la Vall - Barranc de la Viella |

Abella de la Conca i la Torre d'Eroles
- Riu d'Abella

Bóixols
| - Rasa de Bóixols - Torrent de Budeu - Barranc de Ca l'Astor | - Barranc de Cal Cerdà - Barranc de Cal Mascarell | - Barranc del Clot d'Espinauba - Riu de Collell | - Barranc de Fontmil - Riu de Pujals |

Bóixols i la Rua
- Riu Rialb

Carreu
| - Barranc de Baixera - Riu de Carreu | - Barranc dels Cóms de Carreu - Barranc de la Creueta | - Barranc de Galliner - Barranc de la Gargalla | - Barranc de la Malallau - Llau del Retiro de Carreu |

La Rua
- Rasa del Coll d'Espina

La Torre d'Eroles
- Barranc de la Torre

### Costes de muntanya
| - Costa dels Arnes - Les Costes (a Abella de la Conca) | - Les Costetes - Costa de Fontanet | - Costa del Meler - Costa del Molí | - Costa de Santa Llúcia |

Bóixols
| - La Costa | - Costa de les Basses (a Bóixols) | - Cap de la Costa de les Bosses | - Les Costes (a Bóixols) |

La Torre d'Eroles
| - Costa de les Basses (a la Torre d'Eroles) | - Costa del Batista | - Costa de la Font |  |

### Diversos (indrets i partides)
Abella de la Conca
| - L'Assossiada - Lo Baier - Lo Botant - Caborriu - Canals del Pau - Cantal de l'Aurellut - Cantonera de les Guineus - El Congost - Dansillos | - Era Vella - Estimat del Crispí - Estimat de Toà - Estimat de Borrell - Estimat de la Teulera - Els Ferginals - Forat d'Abella - Lo Forn de les Olles - La Gargallosa | - Les Grives - Les Llaus - Les Llenes - Llenguadera - Lo Llinar - Moixa - Montebà - Monteguida | - Ordins - Pedra Picada - Pedrafita - Les Pedrusques - Puigvent - Botant de la Roca de Fonguera - Botant de la Sedella - Lo Serradell - Vilarenc |

Bóixols
| - Forat de Bóixols - La Cantalera | - Cal Carreu - Gavernera | - Pont del Plomall | - Setcomelles |

Carreu
| - Claverol - Les Coberterades - Bassa de les Coberterades - Conca de Dalt | - La Creueta - Cumó - Galliner - Les Gargalles Altes | - Forat de l'Infern - Bassa de Pla del Tro - Pletes del Taó | - Lo Pletiu - Pletiu Gras - Les Pujadetes |

Faidella
| - Ca l'Arte | - Lo Castell | - Bassa de Faidella | - Lo Pas de Faidella |

La Rua
| - Lo Coll d'Espina | - Rocablanca |  |  |

La Torre d'Eroles
| - L'Argelagosa | - Lo Cadoll | - La Torre | - La Vinyassa |

### Entitats de població
| - Abella de la Conca - Bóixols | - Carreu - Faidella | - La Rua - Solà de l'Espiguet | - La Torre d'Eroles |

### Espais naturals
Carreu
- Reserva Nacional de Caça de Boumort

### Feixans
Abella de la Conca
| - Feixans de l'Espluga del Rito - Els Feixans | - Los Feixans - Feixans de la Font de l'Uec | - Feixans de Miralles | - Feixans del Pas del Llop |

### Masies (pel que fa al territori)
Abella de la Conca
| - Casa Adolf - Ca l'Andreu - Cal Benetó - Cal Boixerol - El Bon Pastor - Cal Borrell - Casa Vella de Borrell - Cal Calafí - Cal Cap-roc - Can Carreu - Cal Castelló - Cal Codó - Casa del Coll d'Allí - Cal Crispí - Cal Cuquerlo | - Casa Fontanet - Cal Gassó - Cal Gavatx - Casa Grives - Casa Guerxo - Cal Gurdem Vell - Ca l'Isidre - Cal Joliu - Cal Jou - La Llenasca - Casa la Loli - La Mallola - Cal Manjo - Casa Manuel | - Cal Martí - Casa Meler - Cal Miquela - Cal Miquelet - Cal Moixarda - Casa Montsor - Casa Montsó - Ca l'Olivelles - Cal Palateres - Mas Palou - Cal Peu - Cal Pere de la Isidra - Cal Pere del Trena - Casa Sarró | - Els Serrats - Cal Serret de la Serra - Cal Serret de Núria - Cal Teixidor - Cal Toà - Casa Toà - Cal Tomàs - Lo Tronxet - Cal Trumfo - Casa de la Vall - Cal Vila - Casa Víctor - Casa Xinco - Cal Xinco Vell |

Bóixols
| - Ca l'Astor - Cal Badia - Cal Carreu - Cal Cerdà - Cal Gonella | - Cal Gravat - Cal Gravat del Cerdà - Cal Guitona - Cal Mascarell | - Cal Mateu - Cal Mestre - Cal Moià - Cal Pletes | - Cal Plomall - Cal Sol - Cal Tinyola - Cal Valldoriola |

Carreu
| - Claverol - Lo Cumó | - Casa Hortó | - La Molina de Carreu | - Casa de Pla del Tro |

Faidella
| - Ca l'Arte | - Lo Serrat |  |  |

La Rua
| - Cal Curt - El Ferraç | - Can Miquel de la Borda | - Lo Notari | - Lo Perot |

La Torre d'Eroles
| - Casa Bernardí - Cal Bigorra - Casa Birrillo - Casa Coix | - Cal Fagina - Casa Girvàs - Masia Gurdem - Casa Jaumillo | - Cal Joquer - Casa Junquer - Casa Manel - Cal Mateu | - Cal Palou - Cal Rafael - Cal Ramon - Cal Vidal |

### Muntanyes
Abella de la Conca
| - Bony de Calama - Cap de les Llenes - Tossal de la Doba - Turó de l'Espluga Redona | - Roca de l'Espluga de Ninou - Tossal Forner - Gallinova - Tossal del Gassó | - Mata de la Torre - Tossal del Meler - Roca de Monteguida - Tossal de Moreu | - Roc del Pas de Finestres - Tossal dels Qualls - Sarsús |

Abella de la Conca i Carreu
| - Cap de Carreu | - Lo Tossalet |  |  |

Bóixols
| - Los Castellans - Tossal de la Devesa | - Estadella | - Mata de la Torre | - Tossal dels Tres Senyors |

La Rua
| - La Corona | - Lo Morral | - Pical Ras |  |

### Obagues
Abella de la Conca
| - Obagues Altes - Obagueta del Cap Blanc - Obac de Carrànima - Obaga de Fonguera | - Obagot del Móra - L'Obac - Els Obagots | - Obac de Planers - Obagueta del Roser - Obaga de Toà |

Bóixols
| - Obaga dels Castellans - Obac de la Creu de Ferri | - Obaga de les Guitones - L'Obac | - Obac del Pi Gros - Obac del Xut |

Carreu
| - Obaga de Carreu - Obaga de Claverol | - Obaga del Clot de Moreu - Obaga dels Cóms | - Obaga de la Gargalla - Obaga de la Molina |

La Rua
- Obaga de la Borda

La Torre d'Eroles
- Els Obagots

### Partides rurals
Abella de la Conca
| - Baix de Serra - La Bernada - La Boïga - Les Boïgues - Les Boïgues de Fonguera - Les Bordes - Lo Calvari - Camí d'Isona - Camp de Vicent - Cap del Pla - Carrànima | - Clot de Fa - Les Collades - La Coma - Costa del Molí - Feixans de la Garga - Fonguera - Fontanet - La Garriga - Hort de Can Toni - Les Llongues - Magaró | - La Mata - Moixa - El Molí - Obaga de Fonguera - Obaga de Toà - Ordins - Pedrafita - Pla de Sobes - Els Planers - Los Plans | - El Racó Roig - Les Riberes - Els Seixos - Solana de Fonguera - Solana de Planers - El Torrent - Tossal dels Qualls - Toà - Vall de Toà - Les Vielles |

Bóixols
| - Les Bordes - Ca l'Astor - Cal Canal - Cal Valldoriola - Lo Campanar | - Clot d'Oriol - Coll de Bóixols - Coma Grau - Fiter - Font Freda | - Gavernera - Hort de la Font - Obac de Carrànima - La Pera | - Les Planes - Ribera de Flac - Serrat del Sastre - Vall de Flac |

Carreu
- Carreu

Faidella
| - Clot de Faidella | - Faidella |  |  |

la Rua
| - El Bosc - Les Canals - Cal Curt | - Coll d'Agell - Coll d'Espina - Faiera | - Les Planes - Rebolleda | - El Serrat - Vall de Flac |

### Planes
Abella de la Conca
| - Planell del Congost - Los Planells | - Els Planers | - Los Plans | - Pla de Sobes |

Carreu
| - La Plana | - Plandellet | - Plan-de-riba | - Pla del Tro |

### Roques
Abella de la Conca
| - Roca dels Arços - Roc de l'Arreposador - Roca de la Casa Vella | - Roca de la Coma - Roca de l'Espluga de Ninou - Roques de Font Freda | - Roques de Magaró - Roca de Malimanya - Roca de Monteguida | - Roc del Pas de Finestres - Roca del Serret - Roca de Viella |

Bóixols
| - La Roca Alta | - Roques de Cal Taó | - Roques de les Canals del Grau | - Lo Picalt |

Bóixols i Faidella
- La Penya Blanca

Carreu
| - Roc de les Cases | - Rocs de l'Esteve | - Pui Roi | - Rocs de la Sàrria |

La Rua
- Los Picalts

La Torre d'Eroles
- Pedra Blanca

### Serres
Abella de la Conca
| - Serrat de Cal Calafí - Serrat del Corb - Serrat del Cuquerlo | - Serrats de la Font de Bufal - Serrat de la Gavarnera - Serra Mitjana | - Serra de Monteguida - Serrat de Picoi - Serrat del Rata | - Serrat de la Savina - La Sadella - Serrat del Víctor |

Abella de la Conca i Bóixols
- Serra de Carrànima

Abella de la Conca i Carreu
- Serra de Carreu

Abella de la Conca i la Torre d'Eroles
- Serrat de les Alzineres

Bóixols
| - Serra de Cal Mestre | - Serra de Pi |  |  |

Carreu
| - Serra de l'Andreu - Serrat Blanc | - Serra de Boumort - Serrat de la Cabanera | - Serrat de Moixerolers - Serrat del Pla del Tro | - Serrat del Roure - Serra de Santa Cristina |

Faidella
| - Serrat de l'Estremer | - La Sedella de Ca l'Arte |  |  |

La Rua
- Serra de les Carboneres

### Solanes
Abella de la Conca
| - Solana dels Botants | - Solà de l'Espiguet | - Solana de Fonguera | - Solana de Planers |

Bóixols
| - Les Solanetes | - Solà de la Teulera |  |  |

Carreu
| - Solanes de Carreu - Solana dels Cóms | - Solana de Forat Negre - Solana del Galliner | - Solanes del Pla del Tro | - Solana de Santa Cristina |

La Rua
| - Solanes de Cal Negre | - Solana del Mig | - Solà del Perot | - Les Solanes |

La Torre d'Eroles
| - Solana del Joquer | - Solà de la Torre |  |  |

### Vies de comunicació
- Carretera L-511

Abella de la Conca
| - Camí de les Bordes - Camí de Ca l'Andreu - Camí de Cal Borrell - Camí de Cal Pere de la Isidra - Camí de Cal Serret - Camí dels Calvaris - Camí de Cal Xinco - Camí de Caps | - Camí de Casa Grives - Camí de la Casa Vella de Borrell - Camí de la Collada - Camí de la Collada del Trumfo - Camí de les Escomelles - Camí de Fonguera - Camí del Foradot - Ramal de la Granja | - Camí d'Isona a Abella de la Conca - Camí de les Llongues - Camí de Mas Palou - Camí de l'Obaga de Toà - Ramal de l'Olivelles - Pista del Petrol - Camí de Petrolers | - Camí dels Planells - Camí de Planers - Camí dels Plans - Camí de Sant Romà d'Abella - Camí Vell d'Isona - Camí Nou de les Vielles - Camí Vell de les Vielles |

Abella de la Conca i Carreu
- Camí de Carreu
- Pista del Portell

Abella de la Conca i la Torre d'Eroles
- Camí del Bosc d'Abella
- La Drecera
- Camí de Fusta

Bóixols
| - Camí de Ca l'Astor - Camí de Cal Cerdà | - Camí de Carrànima - Pista de Carrànima | - Camí de Casa Girvàs - Camí del Plomall | - Camí del Tossal |

Bóixols i la Torre d'Eroles
- Carretera del Bosc d'Abella

Carreu
| - Camins de Boumort - Pista de Boumort | - Camí de Carreu - Pista del Grau | - Camí del Grau - Camí Vell d'Herba-savina a la Molina | - Camí de Pla del Tro - Pista dels Prats |

Faidella
- Camí de Faidella

La Rua
| - Camí de Can Miquel de la Borda | - Camí de Comiols | - Camí del Riu | - Camí de la Rua |

La Torre d'Eroles
- Pista de la Torre